# Marcy Playground
Bandet Marcy Playground blev dannet i slutningen af 1990'erne, nærmere bestemt i 1997, og blev opkaldt efter forsangeren John Wozniaks barndoms skole, Marcy Open Grade School.
John Wozniak havde også før dannelsen af Marcy Playground beskæftiget sig en del med musik, faktisk så meget af han i 1990 kom med demoen Zog BogBean – From The Marcy Playground . Denne demo blev optaget i Wozniaks soveværelse med hjælp fra hans daværende kæreste Sherry Fraser, der senere har lagt navn til sangen af samme navn på albummet Marcy Playground. Wozniak lavede flere selvudgivelser, men disse er i dag meget svære at finde.

## 1997 til nu
Samme år som de blev dannet udgav bandet, bestående af John Wosniak som sangskriver og forsanger, Dylan Keefe som bassist og Dan Rieser på trommer, albummet Marcy Playground, som med sin rene, alternative, til tider Nirvana-lignende rock, imponerede, specielt med hit-singlen "Sex and Candy".
Det næste udspil kom i 1999 i form af det mere rockede album Shapeshifter. Dette blev dog ikke den samme succes som det foregående album. Efter Shapeshifter valgte trommeslageren Dan Rieser at forlade bandet, og han blev erstattet af Gonzalo "Gonz" Martinez De La Cotera, en gammel ven af bandet.
Efter tidligere forsøg på at komme med en opfølger til Shapeshifter udkom albummet MP3 i 2004, men med dette album distancerede Marcy Playground sig yderligere fra den succes, de havde med første album.
Efter MP3 var der stort set stilstand omkring Marcy Playground, på trods af at de flere gange havde forsøgt at gøre sig bemærket med flere single-udspil. I dag bliver sangen "Sex and Candy" betragtet som et såkaldt "one-hit-wonder".
På trods af modgangen arbejder bandet nu på et nyt album, som de sigter på at få udgivet i efteråret 2006.

## Udgivelser

### Albums
- Marcy Playground (1997)
- Shapeshifter (1999)
- MP3 (2004)
- Leaving Wonderland...in a fit of rage (2009)

### Singler
- "Poppies" (1997)
- "Saint Joe on the School Bus" (1997)
- "Sex and Candy" (1997)
- "Sherry Fraser" (1998)
- "Comin' Up from Behind" (1999)
- "It's Saturday" (1999)
- "Bye Bye" (1999)
- "Deadly Handsome Man" (2004)
- "Punk Rock Superstar" (2004)
- "No One's Boy" (2004)
- "Blood in Alphabet Soup" (2004)
- "Good Times" (2009)
- "Starbaby" (2009)
- "Mr. Fisher" (2012)